# Московський договір (1970)
Московський договір був підписаний 12 серпня 1970 року між Радянським Союзом і Західною Німеччиною. Його підписали Віллі Брандт і Вальтер Шеель з боку Західної Німеччини та Олексій Косигін і Андрій Громико з боку Радянського Союзу.

## Опис
У 1970-х роках «нова східна політика» канцлера Західної Німеччини Віллі Брандта полягала у тому, аби «принаймні на час відмовитись від вимог щодо самовизначення та возз'єднання Німеччини, визнаючи де-факто існування Німецької Демократичної Республіки (НДР) і лінії Одер-Нейсе».
Обидві сторони висловили прагнення домогтися нормалізації відносин між європейськими державами, зберігаючи міжнародний мир і дотримуючись принципів статті 2 Статуту ООН.
Підписанти відмовилися від застосування сили та визнали післявоєнні кордони, зокрема лінію Одер–Нейсе, яка відмежовувала значну частину історичної східної Німеччини від Польщі та Радянського Союзу.
Він також закріпив поділ між Східною та Західною Німеччиною, тим самим вплинувши на встановлення стабільності у відносинах між двома країнами.